# Alla prima

Las Meninas (1656), de Diego Velázquez. Óleo sobre lienzo, alla prima. Museo del Prado.

Alla prima (del italiano, ‘a la primera’) es una técnica de pintura directa consistente en modelar las formas y figuras mediante pinceladas de color aplicadas directamente sobre el lienzo, sin un boceto inicial o dibujo previo detallado, y de forma «húmedo sobre húmedo».
Aunque es una técnica utilizada sobre todo en la pintura al óleo, también ha sido utilizado, por ejemplo, por Pieter Brueghel el Viejo, con temple de cola sobre una tela, sin preparación, denominada sarga o tüchlein.
Pintores destacados con obras realizadas con esta técnica incluyen a Caravaggio, Rubens, Hals, Pieter Brueghel el Viejo, el Bosco, el Greco y los pintores españoles José de Ribera y Velázquez, cuya obra Las Meninas es un ejemplo destacado de esta técnica. También fue muy utilizada por los impresionistas.